# (3326) Agafonikov
(3326) Agafonikov es un asteroide perteneciente al cinturón de asteroides, descubierto el 20 de marzo de 1985 por Antonín Mrkos desde el Observatorio Kleť, České Budějovice, República Checa.

## Designación y nombre
Designado provisionalmente como 1985 FL. Fue nombrado Agafonikov en honor al geofísico y explorador ruso Askol'd M. Agafonikov.